# Абсолютна активність
Абсолютна активність (англ. absolute activity) — у хімічній термодинаміці — величина (λ), що визначається експонентою відношення хімічного потенціалу (μB) речовини В у суміші речовин А, В, С,…, Z до RT:
λ = exp(μB/RT),
де R — газова стала, T — термодинамічна температура.